# Наталі Коул
Наталі́ Марі́я Ко́ул (англ. Natalie Maria Cole; 6 лютого 1950 року, Лос-Анджелес — 31 грудня 2015 року, там само) — американська співачка, авторка пісень та акторка. 

## Життєпис
Дочка джазового піаніста й співака Нета Кінга Коула. 
Досягла великого успіху на самому початку кар'єри завдяки своїм R&B композиціям, а до початку 1990-х плавно змінила репертуар у бік поп-музики й джазу. За роки своєї кар'єри Коул 19 разів номінувалась на музичну премію «Греммі» і дев'ять разів ставала її володаркою. Крім музичної кар'єри, Наталі Коул виконала низку ролей на телебаченні та у великому кіно.
Померла 31 грудня 2015 року у Лос-Анджелесі у віці 65 років. Причина смерті не називається. Відомо, що тривалий час Коул боролася з наркотичною залежністю.

## Нагороди
- Греммі 1975 — «Найкращий новачок року»
- Греммі 1975 — «Найкраще жіноче вокальне виконання у жанрі r'n’b» («This Will Be»)
- Греммі 1976 — «Найкраще жіноче вокальне виконання у жанрі r'n’b» («Sophisticated Lady (She's a Different Lady)»)
- Греммі 1991 — «Найкраще традиційне поп-виконання» («Unforgettable… with Love»)
- Греммі 1991 — «Альбом року» («Unforgettable… with Love»)
- Греммі 1991 — «Запис року» («Unforgettable» з Нет Кінг Коулом)
- Греммі 1993 — «Найкраще джазове вокальне виконання» («Take a Look»)
- Греммі 1996 — «Найкраще поп-співробітництво у жанрі вокал» («When I Fall In Love» з Нет Кінг Коулом)
- Греммі 2009 — «Найкращий традиційний альбом у жанрі поп-вокал» («Still Unforgettable»)

## Альбоми
- 1975: Inseparable
- 1976: Natalie
- 1977: Unpredictable
- 1977: Thankful
- 1979: I Love You So
- 1980: Don't Look Back
- 1981: Happy Love
- 1983: I'm Ready
- 1985: Dangerous
- 1987: Everlasting
- 1989: Good to Be Back
- 1989: Good To Be Back
- 1990: Unforgettable
- 1991: Unforgettable: With Love
- 1993: Take a Look
- 1996: Stardust (разом з Тутсом Тілемансом)
- 1999: Snowfall On The Sahara
- 1999: The Magic of Christmas
- 2002: Ask a Woman Who Knows
- 2006: Leavin'
- 2008: Still Unforgettable